# Alantas
Alantas je řeka na západě Litvy v okresech Plungė (Telšiaiský kraj) a Kretinga (Klaipėdský kraj), v Žemaitsku na Žemaitijské vysočině. Pramení 2 km na jih od obce Mižuikiai. Teče na západ, za městečkem Kuliai se stáčí směrem severozápadním. V okolí Kuliů je na třech místech přehražen. Na pravém břehu jsou hradiště "Gaudučių piliakalnis" a o něco níže "Vėlaičių piliakalnis". Vlévá se do řeky Minije 90,9 km od jejího ústí u města Kartena. Je to její levý přítok.

## Přítoky
- Levé:

| Hydrologické pořadí | Řeka      | Délka (km) | Povodí (km²) | Vzdálenost od ústí (km) | Ústí kde  | Koordináty ústí |
| ------------------- | --------- | ---------- | ------------ | ----------------------- | --------- | --------------- |
| 17010462            | Lenkenis  | 3,4        | 5,9          | 33,2                    |           |                 |
| 17010464            | A – 3     | 4,9        | 4,2          | 27,0                    |           |                 |
| 17010466            | Blidakė   | 3,4        | 3,5          | 15,4                    |           |                 |
| 17010468            | Juodupis  | 6,1        | 5,0          | 8,4                     |           |                 |
| 17010475            | Tyrupalis | 4,4        | 4,1          | 4,0                     | Vėlaičiai |                 |
| 17010477            | Duobupis  | 5,0        | 4,1          | 1,8                     |           |                 |
| 17010478            | A – 1     | 4,9        | 2,6          | 1,2                     |           |                 |

- Pravé:

| Hydrologické pořadí | Řeka      | Délka (km) | Povodí (km²) | Vzdálenost od ústí (km) | Ústí kde  | Koordináty ústí |
| ------------------- | --------- | ---------- | ------------ | ----------------------- | --------- | --------------- |
| 17010461            | A – 4     | 3,6        | 2,1          | 39,2                    |           |                 |
| 17010463            | Juodupis  | 3,9        | 3,6          | 30,2                    |           |                 |
| 17010465            | Geldupis  | 5,5        | 6,5          | 24,4                    |           |                 |
| 17010467            | Žvalginis | 5,6        | 6,1          | 11,6                    |           |                 |
| 17010469            | Karkluojė | 21,8       | 40,8         | 6,9                     | Gaudučiai |                 |
| 17010474            | Rupšupis  | 7,4        | 5,8          | 5,8                     |           |                 |
| 17010476            | A – 2     | 3,1        | 4,9          | 3,2                     |           |                 |